# 讓路給小鴨子
《讓路給小鴨子》（英語：Make Way for Ducklings）是美國繪本作家羅勃·麥羅斯基創作的兒童繪本，於1941年首次出版，講述一對野鴨夫妻在波士頓安家立業的故事。
該書獲得了1942年的凱迪克獎金獎。《紐約時報》書評稱「這是一本最仁慈的書」。

## 故事簡介

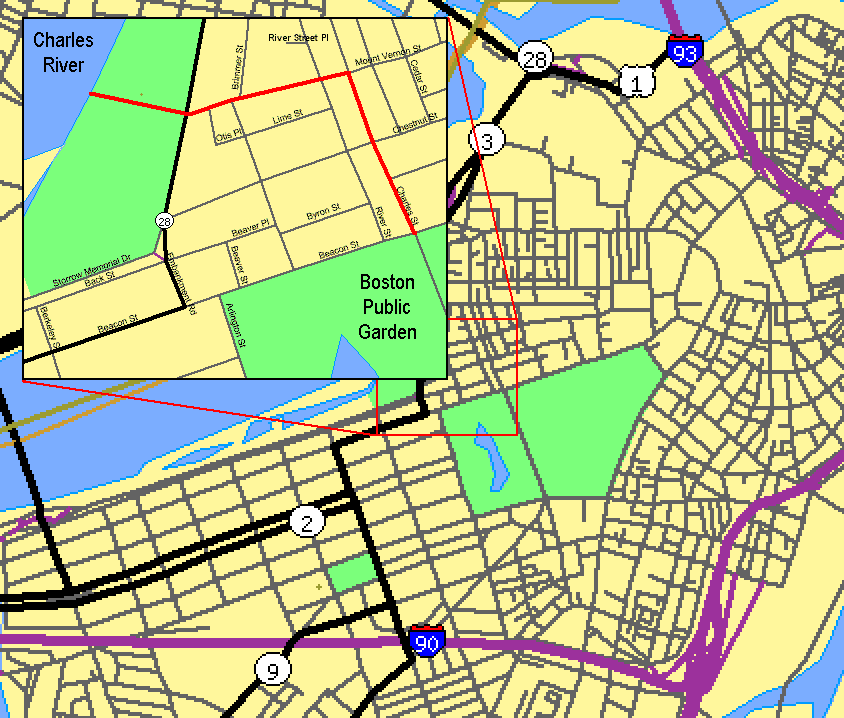
馬拉太太一家從查爾斯河到公共花園的路線。

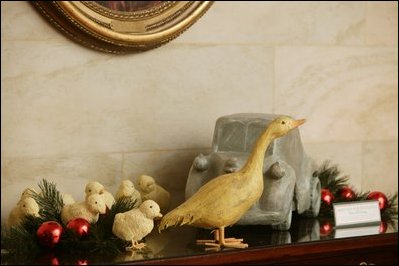
2003年耶誕節時，美國白宮內與《讓路給小鴨子》有關的裝飾。

馬拉先生和馬拉太太這一對野鴨夫妻一直在尋找落腳之處，他們本想安家於波士頓公共花園，但馬拉先生在那邊差點被腳踏車給撞翻，只好另擇他處；最終選定了查爾斯河上的一個小島。馬拉太太生下八隻小鴨，其名字分別為：賈克、凱克、拉克、米克、尼克、奧克、白克與桂克。
馬拉先生獨自前往查爾斯河下游探查，約定一週後在波士頓公共花園碰頭。這段期間內，馬拉太太訓練這些小鴨游泳、潛水與走路。一週之後，他們走上公路，卻因車輛太多過不去而嘎嘎大叫起來。熱心腸的胖警察米其爾聞聲趕來，令車子停下讓馬拉太太與小鴨通過馬路，又通知另外四名警察與一輛警車來繼續保護這些鴨子。
馬拉夫妻最終決定定居在波士頓公共花園池塘中心的小島裡，從此過上幸福的日子。

## 創作
作者羅勃·麥羅斯基在年輕時穿過波士頓公共花園去美術學校上學時就已對鴨子感到興趣，幾年後他回到波士頓時，目睹了鴨子造成的交通安全問題，這成為《讓路給小鴨子》的最初靈感。
為了繪製《讓路給小鴨子》中的鴨子，麥羅斯基走遍了動物園、博物館和圖書館來吸收相關知識。他還在公寓了養了好幾隻鴨子以便詳細觀察牠們，為了觀察鴨子游泳的姿態而把鴨子放進有水的浴缸內，為了得知鴨子在飛行時喙是什麼樣子，他把包著毛巾的鴨子放在桌子上，自己仰面躺著畫速寫。

## 榮譽
《讓路給小鴨子》獲得了1942年的凱迪克獎金獎。並且先後入選為紐約公共圖書館「每個人都應該知道的100種圖畫書」、美國《出版者周刊》所評「所有時代最暢銷童書」（精裝本）第96名、美國全國教育協會「教師們推薦的100本書」、日本兒童文學者協會編《世界圖畫書100選》等各種書單。

## 雕像

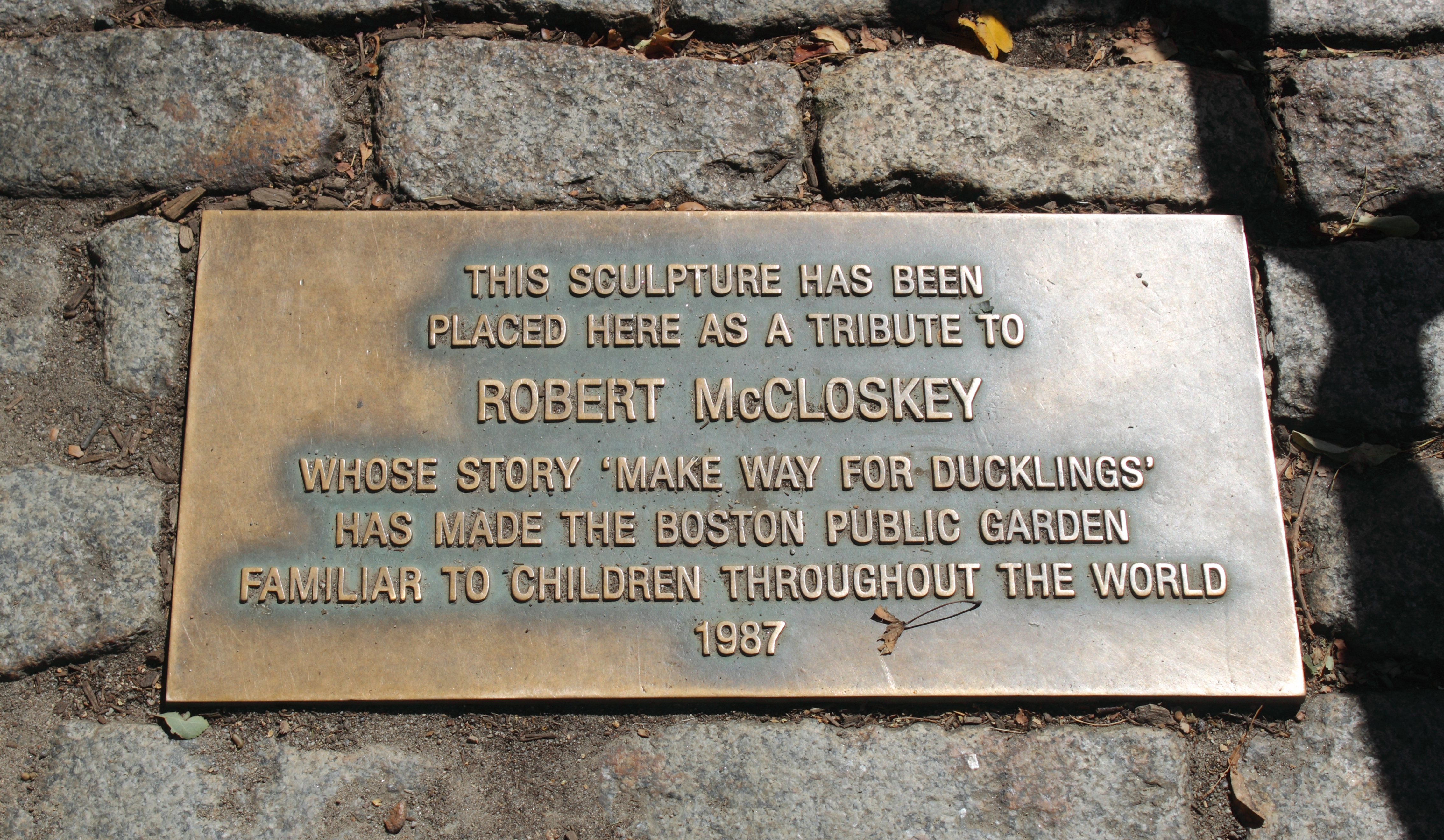
波士頓公共花園內「讓路給小鴨子」雕像的說明。

1987年10月4日，一組以《讓路給小鴨子》故事為主題的青銅雕像群在波士頓公共花園內被設立，描繪了馬拉太太與八隻小鴨的形象。
1991年，作為美國第一夫人芭芭拉·布希贈送給蘇聯第一夫人賴莎·戈巴契娃的禮物，波士頓公共花園「讓路給小鴨子」雕像的複製品在莫斯科的新聖女公園內被設立。